# Superstar (termine)
Una superstar è una celebrità che gode di grande popolarità e di ampia notorietà, rilievo, successo in alcuni campi.
Tra le persone che possono assurgere allo status di superstar vi sono celebrità che lavorano come attori, attrici, musicisti, atleti.   
Molto noto è stato, a tale proposito, il musical Jesus Christ Superstar, incentrato sulla figura di Gesù Cristo.